# Gunnar Carlquist
Nils Wilhelm Gunnar Carlquist, zumeist Gummar Carlquist oder G. Carlquist (geboren am 3. Februar 1889 in Knästorp in Malmöhus län, Skåne; gestorben am 19. November 1963 in der Lunds Allhelgonaförsamling, Bistum Lund), war ein schwedischer Bibliothekar, Lexikograf, Geschichtswissenschaftler und Historiker.

## Leben
Carlquist war der Sohn des Kammerherrn Johan Otto Mauritz Carlquist († 1924) und dessen Frau Carolina Charlotta (geborene Zickerman, 3. Dezember 1858–19. Mai 1950). Er besuchte ab 1900 eine allgemeine Bildungseinrichtung in Lund (schwedisch allmänna läroverk) und schloss die Schule am 28. Mai 1906 mit dem Studienexamen ab. Ab dem 4. September 1906 war er Student an der Universität Lund. Nach seinem Abschluss als „filosofie kandidat“ (Bachelor of Arts) wurde er am 2. Oktober 1909 Mitarbeiter der Universitätsbibliothek Lund. Er unternahm in den Jahren 1912 bis 1926 mehrere Reisen, unter anderem nach Deutschland, Frankreich und Italien. Er war vom 20. Mai 1910 bis zum 30. Juni 1921 Bibliothekar in der Abteilung für Literatur der Scanianischen  Länder und wurde am 5. November 1918 zunächst zweiter und am 10. Dezember 1920 erster Bibliothekar in der Universitätsbibliothek Lund. Im Jahr 1922 wurde er Sekretär der „Bara härads hembygdsförening“. Im September 1925 erhielt er von der „Skånska fireörsäkringsföreningen“ den Auftrag, zu deren 100. Geburtstag im Jahr 1928 einen geschichtlichen Abriss der Institution zu verfassen. Carlquist war Mitglied in mehreren Vereinigungen, so war er unter anderem seit 1918 Sekretär des Vereins „Det gamla Lund“.
Am 30. März 1912 heiratete er Arma Marie „Mim“ (geborene Schwenn, 14. August 1885 bis 22. Februar 1968), eine Tochter Rudolf Schwenns, eines Anwalts des Obersten Gerichtshofs in Aarhus. Die gemeinsame Tochter Elisabet Charlotte (* 28. November 1923; † 27. Oktober 1995) war mit Rolf Lennart Arvidsson (* 5. Januar 1920; † 29. Oktober 2012) verheiratet.

## Wirken
Carlquist war von 1939 bis 1955 als Direktor der Bibliothek in unterschiedlichen Abteilungen der Universitätsbibliothek Lund tätig. Er befasste sich insbesondere mit den älteren  Manuskripten. Eine weitere Tätigkeit war die Vergabe von Krediten für inländische Expeditionen. Mit seiner Ernennung zum ersten Bibliothekar im Jahr 1920 wurde ihm zugleich bis 1924 die Leitung der Kreditvergabeabteilung übertragen. Als Bibliothekar kümmerte er sich um die Literatursammlungen der Universität. In dieser Zeit verfasste er eine Reihe von Aufsätzen zu historischen, kulturgeschichtlichen und literarischen Themen im Biblioteksbladet, der Nordisk tidskrift för bok- och biblioteksväsen, den Svenska boktryckareföreningens meddelanden, der Historisk tidskrift, der Personhistorisk tidskrift und den Samlaren sowie Artikel im Sydsvenska dagbladet und den Snällposten. Carlquist war Chefredakteur des Svensk uppslagsbok und verfasste auch einige Beiträge im Svenskt biografiskt lexikon.
Publikationen (Auswahl)
- The history of the wars of Charles XII. In: Karolinska förbundets årsbok. ISSN 0348-9833 Karolinska förbundet, Stockholm 1911, S. 270–289.
- J. B. Savarys relation om Karl XII:s vistelse i Turkiet. In: Karolinska förbundets årsbok. ISSN 0348-9833 Karolinska förbundet, Stockholm 1912, S. 223–307 (Textarchiv – Internet Archive).
- Om och ur Josias Cederhjelms papper. In: Karolinska förbundets årsbok. ISSN 0348-9833, Karolinska förbundet, Stockholm 1915, S. [66]–126.
- Als Herausgeber: Ur Henning Hamiltons brefsamling, ett urval. Wahlström & Widstrand, Stockholm 1914, zwei Bände (archive.org, archive.org).
- Carl Fredrik Scheffer och Sveriges politiska förbindelser med Danmark åren 1752–1756. Gleerupskauniversitets-bokhandeln, Lund 1920.
- Sockenbeskrivningar från Frosta härad författade av häradets präster åren 1746–1747 (= Svenska bygder i äldre beskrivningar. Band 1). C. W. K. Gleeruo, Lund 1920.
- Visingsborgsboktryckaren Johan Kankels kalenderanteckningar. In: Nordisk tidskrift för bok- och biblioteksväsen. Årgång IX, Almqvist & Wiksells boktryckeri-A.-B., Upsala / Stockholm 1922, S. 101–109 (runeberg.org).
- seit 1942: Lunds stifts herdaminne från reformationen till nyaste tid.
  - Ser. 1. Urkunder och aktstycken.
  - Ser. 2. Biografier.